# Jerome Blake
Jerome Blake (født 1995) er en canadisk atletikudøver.
Han repræsenterede Canada ved sommer-OL 2020 i Tokyo, hvor han vandt sølv i 100 meter stafet.